# Никольское (Бабынинский район)
Никольское — село в Бабынинском районе Калужской области России. Входит в состав сельского поселения «Село Бабынино».

## География
Село находится в центральной части Калужской области, в зоне хвойно-широколиственных лесов, в пределах Сухинически-Барятинской равнины, на берегах реки Птары, на расстоянии примерно 13 километров (по прямой) к юго-востоку от посёлка Бабынино, административного центра района. Абсолютная высота — 203 метра над уровнем моря.
Климат
Климат населённого пункта характеризуется как умеренно континентальный, с чётко выраженными временами года. Среднегодовая многолетняя температура воздуха составляет 4 — 4,6°С. Средняя температура самого холодного месяца (января) составляет −8,9 °C; самого тёплого (июля) — 17,8 °С. Среднегодовое количество атмосферных осадков составляет 650—730 мм. Продолжительность безморозного периода — около 149 суток.
Часовой пояс
Село Никольское, как и вся Калужская область, находится в часовой зоне МСК (московское время). Смещение применяемого времени относительно UTC составляет +3:00.

## Население
| 2002 | 2010 |
| ---- | ---- |
| 208  | ↘137 |

Половой состав
По данным Всероссийской переписи населения 2010 года в гендерной структуре населения мужчины составляли 48,2 %, женщины — соответственно 51,8 %.
Национальный состав
Согласно результатам переписи 2002 года, в национальной структуре населения русские составляли 68 % из 208 чел.